# Engleza britanică
Engleza britanică (engleză British English, BE, BrE, BrEn, BrEng, en-GB) este un termen larg folosit pentru a distinge forme ale limbii engleze utilizate în Regatul Unit comparativ cu altele folosite în afara Insulelor britanice.  Engleza britanică se referă la toate varietățile englezei vorbite pe teritoriul Regatului – cele din Anglia, Scoția, Irlanda de Nord și Țara Galilor.  Acest termen este adeseori folosit într-un sens mai larg pentru a include câteva alte forme, precum este Hiberno-English, folosită în Irlanda. 
Majoritatea covârșitoare a populației Regatului Unit al Marii Britanii și al Irlandei de Nord vorbește engleză, fie ca limba maternă fie ca străină.  Termenul "engleza britanică" este rar utilizat în Marea Britanie, fiind aproape deloc folosit de britanici, care "vorbesc engleza" ("speak English") și nu "engleza britanică", mulți britanici adesea considerând adjectivul britanic din termenul BrEn de prisos, chiar o tautologie.  În afara Insulelor Britanice, denominarea "engleză britanică" este un termen folosit adesea pentru a diferenția variantele englezei folosite în Regatul Unit față de cele vorbite în alte părți ale lumii. 
Există desigur ușoare diferențe regionale în engleza scrisă formală din diferite părți ale Regatului Unit.  Spre exemplu, deși cuvintele wee și little însemnă același lucru, puțin, putând fiind folosite interschimbabil în anumite contexte, este mult mai probabil că primul termen va fi utilizat de un scoțian sau de un nord-irlandez și nu de un englez.  Oricum, în engleza scrisă există mult mai puține diferențe regionale, comparativ cu cea vorbită și ca atare, această formă scrisă a englezei insulare poate fi definită ca fiind engleza britanică.  Formele "vorbite" ale diferitelor varietăți ale englezei folosită în Insulele britanice pot varia considerabil comparativ cu zona de vorbire. 
Diferențele dintre engleza vorbită în Regatul Unit și cea din Statele Unite includ: folosirea cuvăntului "elevator"(engleză americană) în loc de "lift"(engleză britanică), înlocuirea termenului "queue"(engleză britanică) cu "line"(engleză americană), utilizarea termenului "truck"(engleză americană) în loc de "lorry"(engleză britanică) etc.